# Disegno a blocchi
In matematica combinatoria il Disegno a blocchi è un insieme con una famiglia di sottoinsiemi (a volte sono consentiti sottoinsiemi ripetuti) i cui membri sono scelti per soddisfare un insieme di proprietà utili per una particolare applicazione.
Queste applicazioni provengono da aree quali: la progettazione sperimentale, la geometria finita, la chimica-fisica, il test di software, la crittografia, e la geometrica algebrica.
Son state studiate diverse variazioni, ma quelle più studiate sono i BIBD (balanced incomplete block design o 2-design)
che sono storicamente correlate a problemi statistici nella progettazione di esperimenti.
Un disegno a blocchi in cui tutti i blocchi hanno la stessa grandezza viene chiamato uniforme.

## Tipi di disegno a blocchi
- Pairwise balanced designs (PBD) - Disegni bilanciati a coppie
- Balanced incomplete block designs (BIBD) - Disegni a blocchi incompleti bilanciati